# Triple Crown (Basketball)
Die Triple Crown (deutsch „Dreifachkrone“) im Basketball ist eine inoffizielle Bezeichnung, die im europäischen Vereinsbasketball Verwendung findet, und den Titelgewinn des höchstrangigen europäischen Vereinswettbewerbs in Verbindung mit dem Gewinn eines nationalen Doubles aus Meisterschaft und dem national wichtigsten Pokalwettbewerb in der gleichen Saison bezeichnet. Im Unterschied zu sonstigen Triples drückt der Zusatz Crown die „ultimative Krönung“ einer Saison aus, in der eine europäische Mannschaft keine wichtigeren und bedeutenderen Wettbewerbe mehr gewinnen kann.

## Herren
Früher war die Triple Crown bei den Herren an den FIBA Europapokal der Landesmeister (später FIBA Europaliga bzw. FIBA Suproleague) gebunden. Daher war bis zur Öffnung der Teilnehmer dieses Wettbewerbs 1991 für mehrere Mannschaften aus einem Land der Gewinn der Triple Crown an eine Titelverteidigung im Europapokalwettbewerb oder nationaler Meisterschaft gekoppelt. Demzufolge sind auch zehn Triple Crowns in 34 Wettbewerben zwischen 1958 und 1991 und je nach Zählung bislang elf oder zwölf Crowns in 23 Wettbewerben zwischen 1992 und 2014 gewonnen worden. Nach der Einstellung des FIBA-Wettbewerbs 2001 ging die Verbindung an den ein Jahr zuvor gegründeten Konkurrenzwettbewerb EuroLeague über. In der Übergangsphase der Saison 2000/01 gab es daher passenderweise mit Maccabi Tel Aviv und Virtus Bologna gleich zwei Gewinner einer Triple Crown. Tel Aviv, die 2013 ihre 50. nationale israelische Meisterschaft gewannen, welche bis auf wenige Ausnahmen in Verbindung mit dem nationalen Pokalwettbewerb als Double gewonnen wurden, ist mit sechs Triple Crowns auch der häufigste Gewinner dieser Auszeichnung und neben KK Split aus dem damaligen Jugoslawien auch der einzige Verein, der die Triple Crown in aufeinanderfolgenden Spielzeiten gewann und diese Krone verteidigte. Neben Maccabi und KK Split sind Pallacanestro Varese aus Italien, Real Madrid aus Spanien und Panathinaikos Athen aus Griechenland die einzigen Vereine, die die Triple Crown mehr als einmal gewinnen konnten. Dreimal hintereinander ging zwischen 1990 und 1992 die Triple Crown an den Sieger der jugoslawischen YUBA-Liga, wobei KK Partizan Belgrad die erste Mannschaft war, die die Triple Crown ohne Titelverteidigung eines Vorjahreswettbewerbs gewann und KK Split als Titelverteidiger der YUBA-Liga wegen der Jugoslawienkriege aus der YUBA-Liga ausgeschieden war. Zwischen 2003 und 2007 war fünfmal hintereinander der Titelgewinner der EuroLeague auch Gewinner einer Triple Crown.
Mit dem nur sporadisch ausgetragenen und seit 2013 wiederbelebten Intercontinental Cup gab es zeitweilig noch einen vierten Wettbewerb. Einzig die Vereine Pallacanestro Varese 1973, Olimpia Milano 1987 und Real Madrid 2015 konnten als Triple Crown-Gewinner auch diesen Wettbewerb im gleichen Jahr gewinnen. Die Alleinstellung der Triple Crown ist in gewisser Gefahr, da an der EuroLeague verschiedene Landesmeister aus kleineren europäischen Ländern nicht teilnehmen können, stattdessen aber in anderen europäischen Wettbewerben unter anderem auch unter der Schirmherrschaft der FIBA Europa den Gewinn eines Triples erreichen können. Zudem gibt es in Osteuropa mit der ABA-Liga, Baltic Basketball League und der VTB United League verschiedene internationale Regionalwettbewerbe, so dass einzelne Mannschaften auch in vier bedeutenden Wettbewerben innerhalb eines Jahres antreten und mehr als drei Titelgewinne erreichen können. Umgekehrt bedeutet dies für diese Mannschaften aber auch, dass man eine Triple Crown beanspruchen kann, ohne in allen Wettbewerben den Titel gewonnen zu haben.

### Tabellarische Chronik
| Saison  | Verein                   | Europa | Nationale Meisterschaft      | Nationaler Pokal         | Crowns |
| ------- | ------------------------ | ------ | ---------------------------- | ------------------------ | ------ |
| 1964/65 | Real Madrid              | FIBA   | Liga Española                | Copa del Generalísimo    | 1      |
| 1969/70 | Ignis Varese             | FIBA   | Serie A1                     | Coppa Italia             | 1      |
| 1972/73 | Ignis Varese*            | FIBA   | Serie A1                     | Coppa Italia             | 2      |
| 1973/74 | Real Madrid              | FIBA   | Liga Española                | Copa del Generalísimo    | 2      |
| 1976/77 | Maccabi Elite Tel Aviv   | FIBA   | Ligat ha’Al                  | Israelischer Staatspokal | 1      |
| 1980/81 | Maccabi Elite Tel Aviv   | FIBA   | Ligat ha’Al                  | Israelischer Staatspokal | 2      |
| 1984/85 | Cibona                   | FIBA   | YUBA-Liga                    | Jugoslawischer Pokal     | 1      |
| 1986/87 | Tracer Mailand*          | FIBA   | Serie A1                     | Coppa Italia             | 1      |
| 1989/90 | Jugoplastika             | FIBA   | YUBA-Liga                    | Jugoslawischer Pokal     | 1      |
| 1990/91 | Pop 84                   | FIBA   | YUBA-Liga                    | Jugoslawischer Pokal     | 2      |
| 1991/92 | Partizan                 | FIBA   | YUBA-Liga                    | Jugoslawischer Pokal     | 1      |
| 1996/97 | Olympiakos               | FIBA   | Epangelamtiko Protathlima A1 | Griechischer Pokal       | 1      |
| 2000/01 | Maccabi Elite Tel Aviv   | FIBA   | Ligat ha’Al                  | Israelischer Staatspokal | 3      |
| 2000/01 | Kinder Bologna           | ULEB   | Serie A1                     | Coppa Italia             | 1      |
| 2002/03 | FC Barcelona             | ULEB   | Liga ACB                     | Copa del Rey             | 1      |
| 2003/04 | Maccabi Elite Tel Aviv   | ULEB   | Ligat ha’Al                  | Israelischer Staatspokal | 4      |
| 2004/05 | Maccabi Elite Tel Aviv   | ULEB   | Ligat ha’Al                  | Israelischer Staatspokal | 5      |
| 2005/06 | PBK ZSKA Moskau          | ULEB   | Superleague                  | Russischer Pokal         | 1      |
| 2006/07 | Panathinaikos            | ULEB   | A1 Ethniki                   | Griechischer Pokal       | 1      |
| 2008/09 | Panathinaikos            | ULEB   | A1 Ethniki                   | Griechischer Pokal       | 2      |
| 2013/14 | Maccabi Electra Tel Aviv | ULEB   | Ligat ha’Al                  | Israelischer Staatspokal | 6      |
| 2014/15 | Real Madrid*             | ULEB   | Liga ACB                     | Copa del Rey             | 3      |

* Im gleichen Jahr Titelgewinn im Intercontinental Cup.

1 Bei Žalgiris’ Europapokalsieg 1999 fand kein nationaler Pokalwettbewerb in Litauen statt. Stattdessen gewann man die Nordeuropäische Basketball-Liga, einen Vorläufer von Baltic Basketball League und VTB United League. Žalgiris wird daher nicht immer in die Reihe der Triple Crown-Gewinner gezählt.

### Trivia
- Der Litauer Šarūnas Jasikevičius ist der einzige Spieler, der die Triple Crown viermal gewann. Dreimal hintereinander gewann er sie mit dem FC Barcelona 2003 und mit Maccabi Tel Aviv 2004 und 2005 sowie einmal mit Panathinaikos 2009.
- Der Serbe Željko Obradović ist der einzige Trainer, der die Crown dreimal gewann: 1992 mit KK Partizan sowie 2007 und 2009 mit Panathinaikos.